# Mike Ness
Mike Ness, född Michael James Ness 3 april 1962 i Lynn, Massachusetts, är en amerikansk musiker, sångare och gitarrist i Social Distortion.
Ness var med och bildade punkrockbandet Social Distortion 1979. Han inledde 1999 även en solokarriär med albumet Cheating at Solitaire. Albumet var mer countryinfluerat än hans arbete med Social Distortion och innehöll både egna låtar och covers. Artister som bidrog på albumet var bl.a. Bruce Springsteen, Brian Setzer, Billy Zoom och Josh Freese. Redan samma år släpptes en uppföljare i samma anda, Under the Influences.
Mike Ness har dock inte slutat i Social Distortion. Bandet är fortfarande aktivt och spelade sommaren 2009 på punkfestivalen West Coast Riot i frihamnen Göteborg. Sedan Dennis Danells bortgång 2000 är nu Ness enda kvarvarande originalmedlem.
Social Distortion spelade även sommaren 2011 på Peace and Love-festivalen i Borlänge i Dalarna, med Mike Ness som enda originalmedlem.
Social Distortion besökte återigen Sverige för två spelningar 7 och 8 augusti 2012. Spelningarna hölls på Cirkus på Djurgården i Stockholm.

## Diskografi
Studioalbum (solo)
- 1999 – Cheating at Solitaire
- 1999 – Under the Influences

Studioalbum med Distortion
- 1983 – Mommy's Little Monster
- 1988 – Prison Bound
- 1990 – Social Distortion
- 1992 – Somewhere Between Heaven and Hell
- 1996 – White Light, White Heat, White Trash
- 2004 – Sex, Love and Rock 'n' Roll
- 2011 – Hard Times and Nursery Rhymes